# Croissanville
Croissanville è un comune francese di 480 abitanti situato nel dipartimento del Calvados nella regione della Normandia. Dal 1º gennaio 2017 è stato accorpato ad altri 13 comuni per formare il comune di Mézidon Vallée d'Auge, del quale costituisce comune delegato. 

## Storia
Il primo nome ufficiale della località, attestato nel 1082, era Crescentivilla. Il toponimo deriverebbe dal latino Crescentius.
Viene sostenuta anche una derivazione del toponimo dal participio latino crescens, ovvero "sito in espansione".

## Società

### Evoluzione demografica
Abitanti censiti